# Kobra kapská
Kobra kapská (Naja nivea) je středně velký jedovatý had z čeledi korálovcovitých. Tato velmi jedovatá kobra žije na jihu Afriky, kde se jí též říká geelslang (žlutý had), bruinkapel (hnědá kobra) či koperkapel měděná kobra), což je dáno jejím rozličným zbarvením.

## Popis
Kobra kapská je středně velký had. Dospělí jedinci dorůstají obvykle délky 1,2–1,4 m, mohou však dosáhnout až 1,6 m. Samci bývají poněkud větší než samice. Největší zaznamenaný exemplář pocházel z Ausu v Namibii a měřil 1,87 m. Druhý nejdelší jedinec byl také samec, odchycený v přírodní rezervaci De Hoop v provincii Západní Kapsko v Jihoafrické republice, měřil 1,85 m.
Různí jedinci tohoto druhu mají rozličné zbarvení, od žlutého přes zlatohnědé a tmavohnědé až po černé. K tomu je třeba přičíst ještě různé skvrny v celé škále odstínů černé. Tvrdí se sice, že barva a skvrny se liší podle oblasti, kde dotyčný had žije, bylo však zjištěno, že v rámci jedné geografické oblasti se mohou vyskytovat prakticky všechny barevné varianty. Je například dobře známo, že jedinci žijící v poušti Kalahari v Botswaně a v Namibii bývají na rozdíl od kober žijících jižněji převážně žlutí. Nicméně v již zmíněné přírodní rezervaci De Hoop a na dalších specifických místech v Západním Kapsku byly zaznamenány všechny barevné varianty pohromadě. Především mladí jedinci bývají od krku po břicho nápadně černí. Toto zbarvení během prvního roku života či dvou mizí, než se tak však stane, pletou si laici tyto kobry s kobrou obojkovou.

## Rozšíření
Kobra kapská žije pouze v jižní Africe. V Jihoafrické republice se vyskytuje převážně v provincii Kapsko, v provincii Svobodný stát a v jihozápadním Transvaalu. Žije také v jižní části Namibie, v jihozápadní Botswaně, v západním Lesothu a v jižní části pouště Kalahari.

## Prostředí
Přestože tato kobra obývá mnohem menší území než ostatní africké kobry, nacházíme ji v celé řadě biomů. Najdeme ji především v oblastech porostlých křovinami a subtopickým lesem, na travnatých savanách, v suchých polopouštních oblastech a v pouštích – Namibské poušti a Kalahari. Často obývá nory hlodavců, opuštěná termitiště a v suchých oblastech i skalní štěrbiny a rozsedliny. V oblastech s polopouštním a mírnějším podnebím se mnohdy vyskytuje v blízkosti vodních toků. V Lesothu ji nacházíme až do výše 2500 m nad mořem. V provincii Svobodný stát žije v oblastech porostlých stromy a vysokou trávou a v Kapsku v kamenité kopcovité krajině. Kobra kapská se odváží i do vesnic, částečně rozvinutých předměstí a slumů, kde v domech hledá buď stín, anebo hlodavce.

## Chování a potrava

### Chování
Kobra kapská je denní tvor, a proto svoji kořist loví v průběhu dne. Za velmi horkého počasí může dávat přednost lovu za svítání či soumraku, po setmění však loví jen výjimečně. Je to sice převážně pozemní tvor, nicméně lezení po větvích stromů a keřů jí rozhodně není cizí, zejména když s oblibou vylupuje hnízdní kolonie snovačů pospolitých. Pokud neloví, vyhledává úkryt v dírách nebo se schovává v podrostu, v hromadách větví či listí. Těmto úkrytům zůstává obvykle delší čas věrná. Je to rychlý a čilý had, a přestože se podle zpráv jedná v porovnání s ostatními africkými jedovatými hady o obecně mírný druh, neváhá, cítí-li se ohrožena, zaútočit. Je-li vyrušena, vztyčí přední část těla do výšky a roztáhne krční partie do široké kápě a může přitom výstražně hlasitě syčet. Je-li zahnána do úzkých, bez váhání útočí. Pokud zůstane jedinec, v němž cítí hrozbu, bez pohnutí, had se pokusí co nejrychleji zmizet do bezpečí, při jakékoli známce pohybu však opět zaujme obranný postoj. V době, kdy se líhnou mláďata, bývá kobra kapská mnohem agresivnější a nebezpečnější.

### Potrava
Tato kobra se živí celou řadou drobných živočichů včetně hlodavců, jiných hadů, ještěrek a ptáků, nepohrdne však ani mršinami. Jak je uvedeno výše, je též známo, že s oblibou vylupuje hnízdní kolonie snovačů pospolitých. Kobra kapská může být i kanibalistická, neboť někdy sežere i mladé jedince svého druhu.

## Nepřátelé
Také kobra kapská má své nepřátele, pro něž je kořistí. Patří k nim především medojed kapský, z jiných masožravců pak jde především o surikaty a o některé druhy promykovitých. Ti všichni mají sníženou citlivost na její jed. Kobra kapská se může stát i kořistí dravých ptáků, jako jsou hadilov písař či někteří orlíci, příslušníci rodu Circaetus. Občas ji uloví nějaký větší had jiného druhu.

## Rozmnožování
Kobra kapská je vejcorodý druh. Období páření probíhá v září a říjnu. V té době bývají tito hadi agresivnější než obvykle. Samice pak v období kolem letního slunovratu (prosinec–leden) naklade do díry, opuštěného termitiště či na nějaké jiné teplé a vlhké místo 8 až 20 vajec o rozměrech zhruba 60 × 25 mm. Vylíhlí hádci měří mezi 30 až 40 centimetry a jsou od narození zcela nezávislí.

## Jed
Kobra kapská je vzhledem ke svému účinnému jedu a zvyku vyskytovat se často v blízkosti lidských obydlí považována za jednu z nejnebezpečnějších kober v celé Africe. Její jed bývá obvykle hustý až sirupovitý a má tendenci zasychat do podoby lesklých světlých vloček ne nepodobných žlutému (surovému) cukru.

Je vysoce toxický takže je účinnější než jed kterékoli jiné africké kobry. Tvoří ho účinné postsynaptické neurotoxiny a může též obsahovat kardiotoxiny, jež působí na dýchací a nervovou soustavu a na srdce. Jedno kousnutí obsahuje průměrně 100 až 150 mg jedu. Úmrtnost jako následek neošetřeného uštknutí není přesně známa, předpokládá se však, že je vysoká. To záleží na řadě různých faktorů, jako je množství vstříknutého jedu, psychický stav uštknutého jedince, hloubka, do níž oba jedové zuby pronikly, a podobně. V případech, kdy dojde k úmrtí, obvykle trvá hodinu (v těžkých případech) až deset hodin, než oběť zemře na následky kolapsu dýchací soustavy jako následku ochrnutí dýchacího svalstva.